# Pantovčak
Pantovčak je zagrebačka ulica te dio grada (sjeverno od Ilice). Ulica Pantovčak počinje kod Britanskog trga, vrlo blizu centra grada i Ilice, a završava na Prekrižju. Predio Pantovčaka poznat je kao elitni dio grada s mnogo luksuznih kuća i stanova.
Na Pantovčaku su smješteni Predsjednički dvori, službena rezidencija predsjednika Republike Hrvatske, prije poznata kao Vila Zagorje - rezidencijalni objekt sagrađenim za potrebe Josipa Broza Tita. Na Pantovčaku se nalaze i neke rezidencije stranih diplomatskih predstavništava u Republici Hrvatskoj. 
U kontekstu, Pantovčak može označavati politiku koju provodi predsjednik Republike Hrvatske.